# Chamici
Chamici – przestarzałe określenie niesemickich ludów zamieszkujących Afrykę Północną przed ekspansją Arabów i innych grup pochodzenia semickiego. Pojęcie to było używane w nauce do lat 60. XX wieku.
Ludy chamickie dzielono w następujący sposób:
- Chamici północni
  - Berberowie
  - Tuaregowie
  - Tibu
  - Fulanowie
- Chamici wschodni
  - Bedża
  - Oromo
  - Somalijczycy
  - Afarowie
  - Nubijczycy
  - Koptowie

Języki, którymi posługują się te ludy, klasyfikowano jako języki chamickie i zaliczano do wspólnej rodziny językowej z językami semickimi jako języki chamito-semickie.